# Rockstar North
La Rockstar North Limited (anteriorment DMA Design Limited) és una empresa desenvolupadora de videojocs ubicada a Edimburg, Escòcia. L'empresa va ser fundada com a DMA Design a Dundee el 1987 per David Jones, aviat va contractar antics companys de classe; Mike Dailly, Russell Kay i Steve Hammond. Durant els seus primers anys, DMA Design va comptar amb el suport de la seva editorial Psygnosis, centrant-se principalment en jocs Amiga, Atari ST i Commodore 64. Durant aquest temps, van crear shooters reeixits com ara Menace i Blood Money, però aviat es van passar als jocs de plataformes després del llançament de Lemmings el 1991, que va ser un èxit internacional i va donar lloc a diverses seqüeles i spin- offs. Després de desenvolupar Unirally per a Nintendo, DMA Design es va convertir en un dels seus principals desenvolupadors de segona línia, però aquesta associació va acabar després de la desaprovació de Nintendo amb Body Harvest.
El 1997, DMA va llançar Grand Theft Auto, que va ser un gran èxit; el joc va provocar una exitosa sèrie. L'empresa va ser adquirida aviat per Gremlin Interactive. Després del llançament de Grand Theft Auto 2, Gremlin va ser adquirit per Infogrames. Després de l'adquisició d'Infogrames, els actius de DMA Design es van vendre a Take-Two Interactive. El 2001, després del llançament de Grand Theft Auto III, DMA Design va ser finalment rebatejat com a Rockstar North i va passar a formar part del segell Rockstar Games. Després del canvi, la companyia va treballar en nous títols, com Manhunt, va oferir suport a altres jocs de Rockstar com ara Red Dead Redemption i  Max Payne 3, i va continuar la franquícia Grand Theft Auto amb Grand Theft Auto IV (2008) i Grand Theft Auto V (2013). Tots dos jocs es consideren entre els millors videojocs, i Grand Theft Auto V es va convertir en el segon joc més venut de tots els temps. Leslie Benzies va dirigir l'estudi des de l'adquisició de Take-Two fins a la seva marxa el 2016.

## Història

### DMA Design

#### Antecedents (1984–1986)
El 1984, David Jones, Russell Kay, Steve Hammond i Mike Dailly es van conèixer al Kingsway Amateur Computer Club (KACC) a Dundee. Mentre Jones utilitzava un Amiga 1000, els altres feien servir Sinclair Spectrum o Commodore 64. Van desenvolupar nombrosos jocs senzills mentre assistien al KACC: Jones i Kay van desenvolupar Moonshadow (finalment rebatejat Zone Trooper), Dailly va desenvolupar Freak Out, i Jones i Dailly van col·laborar en The Game With No Name. Quan més tard va assistir al Dundee Institute of Technology, Jones va començar el desenvolupament d'un joc titulat provisionalment CopperCon1, treballant sota el nom temporal d'"Acme Software", juntament amb Kay, Hammond i Dailly. Per publicar el joc, Jones primer es va acostar a Hewson Consultants, on Andrew Braybrook va jugar-hi i va recomanar el joc. Quan Jones va ser informat que Hewson volia que el joc fos la "versió Amiga de Zynaps", es va adonar que les vendes serien limitades i es va negar a signar el contracte, en lloc de signar un acord amb l'editor Psygnosis. El joc va ser rebatejat com a Draconia, amb Tony Smith treballant en gràfics i Jones dissenyant nivells.

#### Jocs primerencs iLemmings(1987–1993)
L'any 1987, Jones va voler incorporar l'empresa, però va trobar que el nom "Acme" ja l'havia agafat una empresa de disseny. Com que havia de triar-ne un altre, es va plantejar utilitzar "Visual Voyage" i "Alias Smith and Jones", però finalment va decidir per "DMA Design". El "DMA" va ser extret dels manuals de programació d'Amiga, on significava accés directe a la memòria, encara que "DMA" en el nom de l'empresa no tenia cap significat. DMA Design va ser fundat formalment per Jones aquell mateix any. Draconia va ser rebatejat com a Menace, i es va publicar el 1988 per a Amiga, i el 1989 per a Atari ST, Commodore 64 i MS-DOS. El joc va vendre 20.000 còpies, i va generar al voltant 20.000 lliures, permetent a l'empresa desenvolupar més jocs. Això va ser seguit per Blood Money, un shooter de desplaçament lateral que va començar a desenvolupar-se el gener de 1989. El joc va estar en desenvolupament durant cinc mesos, i es va llançar per a Amiga i Atari ST el maig de 1989. Tim Ansell de Creative Assembly va portar el joc a MS-DOS el 1989 i a Commodore 64 per Dailly el 1990. L'empresa també va ser assignada a portar Ballistix a MS-DOS i Commodore 64. Jones va començar a desenvolupar el shooter de desplaçament lateral Walker en 1989, arran de l'estrena de Blood Money.
També el 1989, Dailly es va convertir en el primer empleat de DMA Design. A principis de 1990, Jones va abandonar Walker i va començar a desenvolupar un nou joc anomenat Gore!; tot i que va ser abandonat aviat. A finals d'any, Jones va contractar Ian Dunlop i Niall Glancey per continuar treballant en Walker; Glancey va redissenyar el joc, i va ser llançat per a Amiga el 1993. El 1990, Jones va contractar Tony Colgan per desenvolupar Cutiepoo i ajudar amb Gore! abans de la seva cancel·lació. A finals d'any, Jones estava irritat per la manca de progrés en Cutiepoo, cancel·lant el joc i acomiadant Colgan com a resultat. El juny de 1990, Psygnosis va encarregar el port a DMA de Shadow of the Beast al TurboGrafx-16 i al Commodore 64; Dailly va desenvolupar el primer, mentre que Richard Swinfen i Steve Hammond van treballar en el segon. Psygnosis es va associar amb Ocean Software per publicar Shadow of the Beast pel Commodore 64 Games System; Swinfen i Hammond es van adaptar en conseqüència. Swinfen, que va ser subcontractat pel seu treball en el joc, va trobar injust que Jones cobrava pel joc, tot i no treballar-hi; els dos no van tornar a treballar mai més. DMA també va publicar Hired Guns per a Amiga i MS-DOS el 1993, dissenyat per Hammond i Scott Johnston.

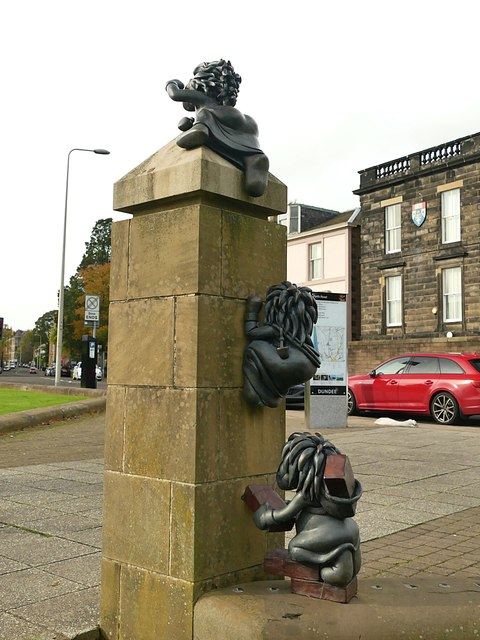
Escultura de lemmings a Seabraes Park, Dundee

El gran avanç de DMA va arribar amb el Lemmings de 1991, un joc de trencaclosques dinàmic llançat originalment per a Amiga el febrer de 1991. El joc finalment va vendre més de 15 milions de còpies i va rebre nombrosos ports per a diferents consoles. El joc va donar lloc a nombroses seqüeles de DMA: Oh No! More Lemmings (1991), Lemmings 2: The Tribes (1993), i All New World of Lemmings (1994), així com dos Christmas Lemmings (1993–94). També va generar diversos jocs de Lemmings d'altres desenvolupadors, com ara 3D Lemmings (1995) i Lemmings Revolution (2000). Els ingressos de Lemmings van permetre a la companyia expandir-se, afegint el seu propi estudi de captura de moviments i una divisió anomenada DMA Music, formada pels músics interns de l'equip.

#### Arranjament i adquisicions de Nintendo (1994–2002)
Després de l'adquisició de Psygnosis per part de Sony el 1993, DMA va signar amb Nintendo per publicar Unirally en 1994. Aleshores, DMA va passar sis mesos estudiant el desenvolupament de 3DO Interactive Multiplayer, però van cancel·lar tots els seus plans per a la consola quan l'èxit d'Unirally va fer que Nintendo s'oferís a publicar un joc de DMA original per a la propera consola Ultra 64 (més tard rebatejada com a Nintendo 64). Com a resposta, DMA va crear Body Harvest, un shooter en tercera persona d'acció-aventura. Originalment pensat com un videojoc de llançament per a Nintendo 64 el 1996, Body Harvest va rebre nombrosos retards arran dels diversos problemes de Nintendo amb el contingut. Nintendo finalment va abandonar el joc, que més tard va ser publicat per Midway Games i Gremlin Interactive el setembre de 1998.
Al voltant de 1995, DMA Design estava desenvolupant Kid Kirby, una entrada de la sèrie Kirby per al Super Nintendo Entertainment System destinada a utilitzar el Super NES Mouse; el desenvolupament lent del joc i les pobres vendes del Super NES Mouse finalment van portar a la cancel·lació del projecte. DMA Design va començar a desenvolupar un nou joc, Race'n'Chase, l'abril de 1995. L'equip de desenvolupament estava format principalment per membres sense experiència, que van patir amb l'encàrrec fins que el productor i director creatiu Gary Penn es va unir al projecte. Originalment programat per al seu llançament a finals de 1996, el joc es va llançar finalment com a Grand Theft Auto l'octubre de 1997 per a Microsoft Windows, després de molts problemes de desenvolupament. El joc va ser un èxit de crítica i comercial, i finalment va generar una exitosa sèrie. Després del llançament de Grand Theft Auto, DMA va ser comprat per l'editor britànic Gremlin Interactive per 4,2 milions de lliures en 1997. DMA va completar Space Station Silicon Valley el 1998, i tant Tanktics com Wild Metal Country el 1999, abans que Gremlin fos adquirit per l'empresa francesa Infogrames per 24 milions de lliures.
Els jocs sempre estaran aquí... Si fas bons jocs, sempre es vendran bé. El que m'agrada és que la gent ja no és ximple. Realment miren els jocs profundament abans de comprar-los... Hi va haver un moment en què es podia vendre qualsevol cosa en aquest negoci... Això va ser més decebedor... Els temps són difícils ara, fent que la gent es concentri més en la qualitat i la innovació que és genial.
El desenvolupament de jocs a DMA Design generalment implicava assumir riscos i ser originals. Quan es plantejava una idea dins de l'empresa, la pregunta "Què hi ha de diferent?" es va preguntar; l'equip volia fer jocs únics i innovadors, en lloc d'imitar la tendència. En fer això, van descobrir que estaven assumint riscos en el negoci, presenciant les reaccions del mercat i buscant el respecte dels jugadors. L'empresa també va valorar molt el desenvolupament dels jocs, a diferència del negoci i el màrqueting. "No importa si fossim propietat d'algú o si fóssim com som, encara farem jocs", va dir Jones.
Jones va expressar el seu disgust pel joc lineal. "M'encanten els jocs que són bastant oberts; pots provar coses, pots anar on vulguis", va dir. Afirma que aquest disgust es reflecteix en els jocs de DMA Design, incloses les opcions disponibles per als jugadors a Lemmings i el món obert de Grand Theft Auto. DMA Design tenia un espai d'oficines força obert per als desenvolupadors. "Hi va haver aquesta fantàstica actitud de 'prova i mira'", va dir el desenvolupador Gary Timmons. Després de la seva sortida de l'estudi, Kay va dir que els membres de l'equip "es coneixen força bé i s'entenen els punts forts i febles".
BMG Interactive, editor de Grand Theft Auto, va ser comprat per Take-Two Interactive el març de 1998 per 1,85 milions d'accions de l'empresa, al voltant del 16% de les seves accions comunes, i part del personal, inclòs Sam i Dan Houser, es van traslladar a Rockstar Games, que es va formar com a subsidiària de Take-Two Interactive el desembre de 1998. Durant els canvis de gestió, DMA Design va perdre molts empleats, inclosos Kay, Hammond i Dailly. Durant aquest temps també es van abandonar diversos jocs, inclosos els ports de Nintendo 64 de Grand Theft Auto i Wild Metal Country, un port 64DD de Unreal (1998), i un joc conegut com Attack!. El 29 de setembre de 1999, Take-Two Interactive va anunciar que havien adquirit DMA Design d'Infogrames per 11 milions de dòlars. Sam Houser, que es va convertir en el productor executiu de Rockstar Games, va dir que "la capacitat d'alinear Rockstar amb una casa de desenvolupament […] que s'apropa clarament al desenvolupament de videojocs d'una manera nova i emocionant, fa que sigui un combinació perfecta".
Després de l'adquisició, es va anunciar que DMA Design continuaria desenvolupant jocs de Grand Theft Auto, incloent GTA3D i Grand Theft Auto: Online Crime World; el primer es va comparar amb la jugabilitat de Quake, mentre que el segon es va establir per tenir servidors a tot el món que permeten als jugadors competir amb altres a les ciutats locals. L'empresa va rebre diversos canvis de personal després de l'adquisició: Jones va abandonar l'empresa i va fundar Realtime Worlds, mentre que DMA Design estava dirigit per Leslie Benzies i Andrew Semple, entre d'altres. L'estudi tenia uns 25 empleats en el moment del canvi. Sota una nova gestió de Rockstar Games i Take-Two Interactive, DMA Design va desenvolupar Grand Theft Auto III, que va ser llançat per a PlayStation 2 l'octubre de 2001. El març de 2002, DMA Design es va convertir en Rockstar Studios, integrant-se a Rockstar Games, i va canviar el nom a Rockstar North el maig de 2002.

### Rockstar North

#### Grand Theft AutoiManhunt(2002–2007)
Grand Theft Auto: Vice City va ser llançat a l'octubre de 2002 per a PlayStation 2 després de nou mesos de desenvolupament. El joc va conservar el motor i la jugabilitat bàsica de GTA III alhora que va afegir una sèrie de perfeccionaments i una llista dels millors talents de veu de Hollywood. El 2003, la companyia va llançar un port per a PC de Vice City, així com un paquet de dos de Grand Theft Auto III i Vice City per la consola Xbox de Microsoft, portada per Rockstar Vienna. El següent llançament del desenvolupador, també per a PlayStation 2, va ser Manhunt el novembre de 2003, després que l'estudi tornés a centrar la publicació de Vice City. El joc es va llançar enmig d'un frenesí mediàtic que envolta part del contingut violent del joc.
Grand Theft Auto: San Andreas va seguir per a PlayStation 2 l'octubre de 2004 i es va convertir en el joc de PlayStation 2 més venut, amb 17,33 milions de còpies venudes. Va arribar a vendre 27,5 milions de còpies en total després del llançament dels ports per a Xbox i PC el 2005. Després dels anys 2005 i 2006 respectivament, Liberty City Stories i Vice City Stories van ser dos nous lliuraments per a PlayStation Portable, ambdues desenvolupades per Rockstar Leeds sota la supervisió de Rockstar North. Ambdós jocs van rebre posteriorment ports per a PlayStation 2. Després del llançament de San Andreas, i a causa del creixent nombre de personal, la companyia es va traslladar de les seves oficines de Leith a una nova ubicació a Plaça de Calton. Partint d'un equip original d'uns vint-i-cinc, l'estudi compta ara amb més de 360 treballadors.

#### Grand Theft Auto IViV, i la sortida de Benzies (2008-present)

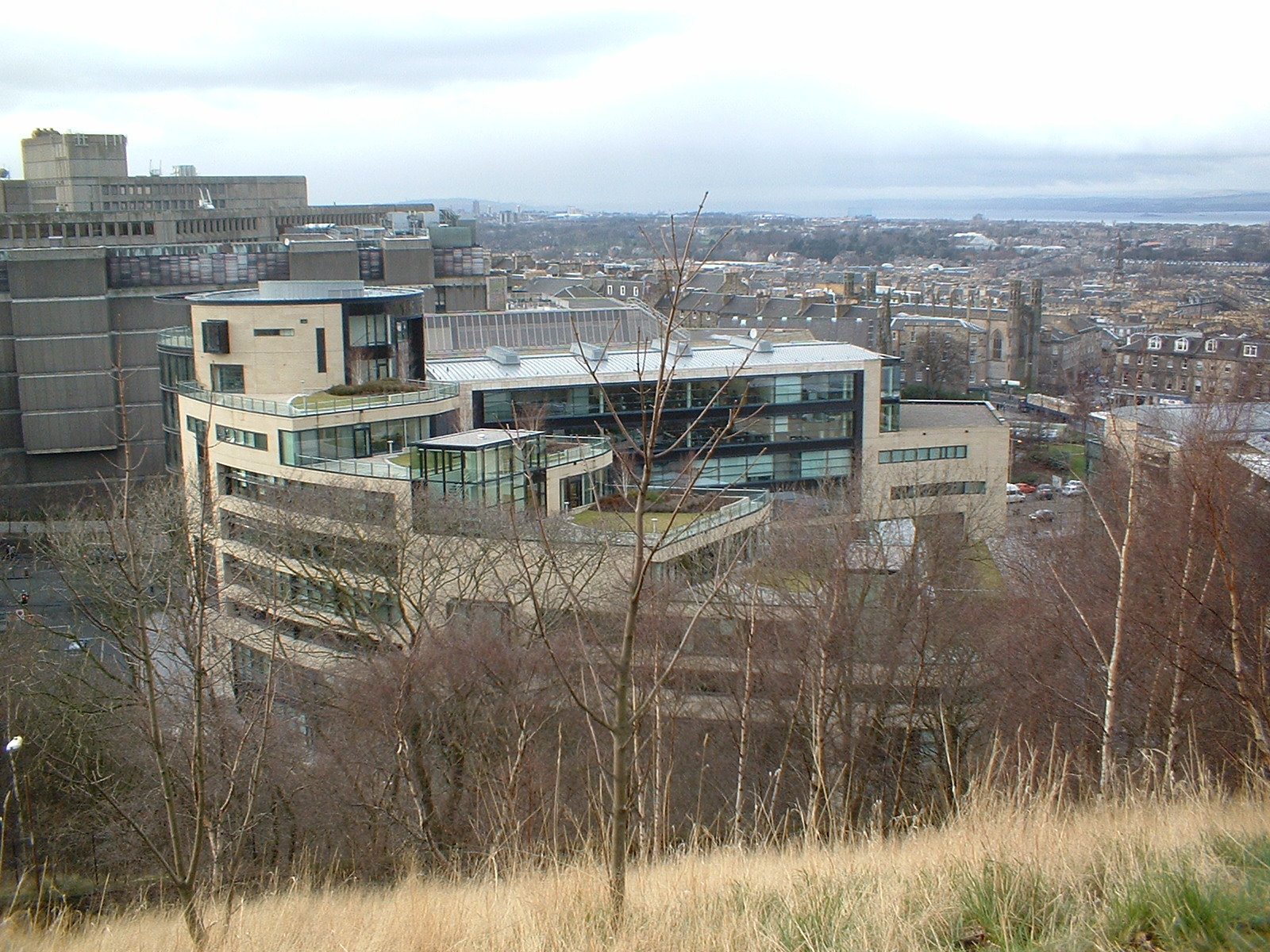
Fins al 2014, Rockstar North va llogar part d'aquest bloc d'oficines a Greenside Row a Edimburg.

Grand Theft Auto IV va ser llançat el 29 d'abril de 2008, després d'uns quatre anys de desenvolupament, tant per a Xbox 360 com per a PlayStation 3, marcant el debut de la popular franquícia Grand Theft Auto del desenvolupador de la setena generació de videoconsoles. GTA IV va ser un altre gran èxit financer i de crítica, batent rècords de vendes entre tot tipus de mitjans d'entreteniment. Rockstar North va continuar treballant en GTA IV en forma de dues parts de contingut episòdic descarregable. El primer d'ells, The Lost and Damned, es va estrenar el 17 de febrer de 2009, amb el segon, The Ballad of Gay Tony, llançat el 29 d'octubre de 2009. Posteriorment, Rockstar Games va llançar una versió basada en disc dels dos episodis, Grand Theft Auto: Episodes from Liberty City, per a Windows, PlayStation 3 i Xbox 360.
El 2 de juny de 2009, a la conferència E3 de Sony, es va anunciar que Rockstar North estava desenvolupant Agent per a PlayStation 3. Això es va confirmar més tard en una entrevista amb Ben Feder, president de Take-Two Interactive. Es va anunciar que el joc estaria ambientat al món de finals dels anys setanta. Segons Rockstar North, "portaria els jugadors a un viatge paranoic al món de la contraintel·ligència, l'espionatge i els assassinats polítics". La marca comercial "Agent" es va abandonar el novembre de 2018, i el lloc web del joc es va desactivar l'octubre de 2021.
El 17 de setembre de 2013, l'estudi va llançar Grand Theft Auto V a Xbox 360 i PlayStation 3, que es va convertir en un dels jocs més aclamats per la crítica. El joc va ser un retorn a la ciutat fictícia de Los Santos, vist per última vegada a Grand Theft Auto: San Andreas. El joc també va introduir diversos personatges jugables per primera vegada a la sèrie, permetent als jugadors canviar entre Franklin, Michael i Trevor. Ràpidament es va convertir en el llançament de més èxit comercial de l'estudi, així com un dels videojocs més venuts de tots els temps, superant el total brut de "Grand Theft Auto IV" durant la seva primera setmana i batent el rècord brut d'un dia per a videojocs.
A finals d'any, Rockstar North va acceptar fer-se càrrec del lloguer de Barclay House d'uns 7.000 m² a Holyrood Road, Edimburg, que s'havia obert el 1999 com a seu del grup de diaris The Scotsman. Després dels treballs de renovació, Rockstar North es va traslladar a aquest edifici el 2014.
Després del llançament de Grand Theft Auto V, la presidenta i productora de l'estudi Leslie Benzies va passar un temps sabàtic a partir de l'1 de setembre de 2014, i va deixar la companyia el gener de 2016; els directors d'art Aaron Garbut i Rob Nelson es van fer càrrec de les responsabilitats de Benzies a Rockstar North. Nelson més tard es va convertir en co-cap d'estudi juntament amb Andrew Semple.

##### Benzies v. Take-Two Interactive Software, Inc.
El 12 d'abril de 2016, Benzies va demandar l'empresa matriu de Rockstar Games, Take-Two Interactive per 150 milions de dòlars en drets d'autor no pagats, i per haver estat acomiadat sense previ avís durant el seu temps sabàtic, entre diverses acusacions contra el president de Rockstar Games. En un document revelat pel seu advocat, Benzies va afirmar no només que Rockstar Games no havia pagat els drets d'autor deguts, sinó que també es va incorporar a un esquema inserit en l'anomenat "Pla de regals 2009" on Benzies obtindria beneficis repartits de manera equitativa entre els tres anomenats "Rockstar North Principals" (Sam Houser, Dan Houser i Benzies), una coalició creada per als tres per Dan i Sam Houser per intentar separar-se de Take-Two Interactive, utilitzant els fons de la companyia per fer-ho. Quan Benzies havia de separar-se, mai va rebre diners, atès que els germans Houser els havien assignat sense saber-ho 93 milions de dòlars en els pagaments de participació en beneficis a ells mateixos, amb uns altres 523 milions en beneficis encara no contabilitzats.
L'any 2014, els germans Houser van animar a Benzies a fer una pausa sabàtica, per tal de "recarregar les piles", atès el esforç que havia treballat per a l'empresa durant tots els anys que ha existit. Benzies també va acusar els germans Houser de no poder treballar sense la seva presència, en revelar correus electrònics durant els problemes de desenvolupament de Red Dead Redemption que va mostrar que Houser demanava urgentment l'ajuda de Benzies perquè no podia gestionar cap gran projecte sense ell (en el cas de Red Dead Redemption, tenia problemes per acabar el projecte, mentre que Benzies ni tan sols estava assignat per treballar en el joc), molestant constantment l'ex-desenvolupador a través de correus electrònics demanant ajuda, dient que res era igual sense ell, tractant-lo com un actiu extraordinàriament necessari per a l'empresa, fent-lo treballant en projectes dels quals ni tan sols formava part. Sam Houser també va ser acusat d'orquestrar i encoratjar "una cultura de l'empresa que inclogui clubs de striptease, fotografies personals d'empleats en posicions sexualment compromeses i altres conductes que infringeixen greument les normes estàndard del lloc de treball." La tarda del 12 d'abril de 2016, Take-Two va reclamar reconvencionalment la demanda de Benzies, dient que les acusacions eren "francament estranyes".
El 29 de març de 2018, el litigi de Benzies contra Rockstar i Take-Two va patir un revés important quan les empreses van aconseguir desestimar 12 de les 18 de les seves reclamacions, tot i que el tribunal va decidir que Benzies "segueix amb dret a rebre certs drets d'autor" com a part de la seva compensació. En algun moment del 2018, Take-Two va fer un avís legal contra la nova empresa de Benzies, Royal Circus Games, citant la similitud de les seves sigles (RCG) amb Rockstar Games (RSG) com a infracció de la propietat intel·lectual; a causa d'això, Benzies va canviar el nom de la seva empresa Build a Rocket Boy Games l'octubre de 2018. Take-Two també havia denunciat la seva ocupació del personal de Rockstar North com una tàctica enganyosa per crear una afiliació entre ells. El 7 de febrer de 2019, el litigi de Benzies amb Take-Two havia acabat oficialment. Totes les parts implicades en el cas van executar amb èxit un acord confidencial, amb cadascuna d'elles acceptant assumir les seves pròpies despeses i costos, inclosos, sense limitació, els honoraris d'advocat.

## Pràctiques de desgravació fiscal
TaxWatch UK, un think tank d'investigació amb seu al Regne Unit, va informar el juliol de 2019 que Rockstar North no havia pagat cap impost sobre societats entre 2009 i 2018. Mentrestant, l'estudi va rebre 42 milions de lliures en crèdits fiscals a través de l'esquema de reducció fiscal (VGTR) de videojocs del govern del Regne Unit, el 19% del pagament total del sistema des de la seva creació el 2014. En una declaració publicada el gener de 2020, Rockstar Games va declarar que VGTR va donar suport significativament a les inversions de la companyia al país. L'empresa no va abordar l'impagament denunciat de l'impost de societats.

## Jocs desenvolupats

### Com a DMA Design
|  | La cel·la en blanc indica que els fabricants especificats no han llançat el joc a cap plataforma             |
|  | La cel·la amb consoles de jocs indica que el joc s'ha llançat a les plataformes pels fabricants especificats |

| Títol                        | Detalls del llançament                                                                                               | Plataforma(es)         | Plataforma(es)  | Plataforma(es)                       | Plataforma(es) | Plataforma(es) |
| Títol                        | Detalls del llançament                                                                                               | Microsoft              | Nintendo        | Sega                                 | Sony           | Altres |
| ---------------------------- | --- | ---------------------- | --------------- | ------------------------------------ | -------------- | --- |
| Menace                       | - Gènere: shooter de desplaçament lateral - Editor: Psygnosis - Data de publicació: 1988                             | MS-DOS                 |                 |                                      |                | Amiga Atari ST Commodore 64                                                                                                   |
| Ballistix                    | - Gènere: shooter de desplaçament lateral - Editor: Psygnosis, Psyclapse - Data de publicació: 1989                  | MS-DOS                 |                 |                                      |                | Commodore 64 |
| Blood Money                  | - Gènere: shooter de desplaçament lateral - Editor: Psygnosis - Data de publicació: 1989                             | MS-DOS                 |                 |                                      |                | Amiga Atari ST Commodore 64                                                                                                   |
| Shadow of the Beast          | - Gènere: plataformes de desplaçament lateral - Editor: Psygnosis - Data de publicació: 1989                         |                        |                 |                                      |                | Commodore 64 TurboGrafx-16 |
| Lemmings                     | - Gènere: Puzzle-plataformes - Editor: Psygnosis - Data de publicació: 1991                                          | MS-DOS                 | NES SNES        | Master System Sega Genesis Game Gear |                | 3DO Amiga Amiga CD32 Amstrad CPC Atari Lynx Atari ST CD-i CDTV Commodore 64 FM Towns Classic Mac OS TurboGrafx-16 ZX Spectrum |
| Oh No! More Lemmings         | - Gènere: Puzzle-plataformes - Editor: Psygnosis - Data de publicació: 1991                                          | MS-DOS                 |                 |                                      |                | Archimedes Amiga Atari ST Mac OS SAM Coupé                                                                                    |
| Walker                       | - Gènere: shooter de desplaçament lateral - Editor: Psygnosis - Data de publicació: 1993                             |                        |                 |                                      |                | Amiga |
| Hired Guns                   | - Gènere: Rol - Editor: Psygnosis - Data de publicació: 1993                                                         | MS-DOS                 |                 |                                      |                | Amiga |
| Christmas Lemmings 1993      | - Gènere: Puzzle-plataformes - Editor: Psygnosis - Data de publicació: 1993                                          | MS-DOS OS/2            |                 |                                      |                | Amiga |
| Lemmings 2: The Tribes       | - Gènere: Puzzle-plataformes - Editor: Psygnosis - Data de publicació: 1993                                          | MS-DOS                 | Game Boy SNES   | Sega Genesis                         |                | Amiga Atari ST FM Towns Archimedes                                                                                            |
| All New World of Lemmings    | - Gènere: Puzzle-plataformes - Editor: Psygnosis - Data de publicació: 1994                                          | MS-DOS                 |                 |                                      |                | Amiga |
| Christmas Lemmings 1994      | - Gènere: Puzzle-plataformes - Editor: Psygnosis - Data de publicació: 1994                                          | MS-DOS OS/2            |                 |                                      |                | Amiga, Mac OS |
| Unirally                     | - Gènere: Curses - Editor: Nintendo - Data de publicació: 1994                                                       |                        | SNES            |                                      |                | |
| Grand Theft Auto             | - Gènere: Acció-aventura - Editor: BMG Interactive, Take-Two Interactive - Data de publicació: 1997                  | MS-DOS Windows         | GBC             |                                      | PlayStation    | |
| Body Harvest                 | - Gènere: Acció-aventura - Editor: Gremlin Interactive - Data de publicació: 1998                                    |                        | Nintendo 64     |                                      |                | |
| Space Station Silicon Valley | - Gènere: Acció-aventura - Editor: Take-Two Interactive - Data de publicació: 1998                                   |                        | GBC Nintendo 64 |                                      | PlayStation    | |
| Tanktics                     | - Gènere: Estratègia en temps real - Editor: Interplay Entertainment, Gremlin Interactive - Data de publicació: 1998 | MS-DOS Windows         |                 |                                      |                | |
| Wild Metal Country           | - Gènere: Acció - Editor: Gremlin Interactive - Data de publicació: 1999                                             | Windows                |                 | Dreamcast                            |                | |
| Grand Theft Auto 2           | - Gènere: Acció-aventura - Editor: Rockstar Games - Data de publicació: 1999                                         | Windows                | GBC             | Dreamcast                            | PlayStation    | |
| Grand Theft Auto III         | - Gènere: Acció-aventura - Editor: Rockstar Games - Data de publicació: 2001                                         | Microsoft Windows Xbox |                 |                                      | PlayStation 2  | iOS Android |

### Com a Rockstar North
|  | La cel·la en blanc indica que els fabricants especificats no han llançat el joc a cap plataforma             |
|  | La cel·la amb consoles de jocs indica que el joc s'ha llançat a les plataformes pels fabricants especificats |

| Títol                                    | Detalls del llançament                                                               | Plataforma(es)                                      | Plataforma(es) | Plataforma(es)                            | Plataforma(es) |
| Títol                                    | Detalls del llançament                                                               | Microsoft                                           | Nintendo       | Sony                                      | Altres         |
| ---------------------------------------- | ------------------------------------------------------------------------------------ | --------------------------------------------------- | -------------- | ----------------------------------------- | -------------- |
| Grand Theft Auto: Vice City              | - Gènere: Acció-aventura - Editor: Rockstar Games - Data de publicació: 2002         | Microsoft Windows Xbox                              |                | PlayStation 2                             | iOS Android    |
| Manhunt                                  | - Gènere: Sigil, survival horror - Editor: Rockstar Games - Data de publicació: 2003 | Microsoft Windows Xbox                              |                | PlayStation 2                             |                |
| Grand Theft Auto: San Andreas            | - Gènere: Acció-aventura - Editor: Rockstar Games - Data de publicació: 2004         | Microsoft Windows Xbox Windows Phone                |                | PlayStation 2                             | iOS Android    |
| Grand Theft Auto: Liberty City Stories   | - Gènere: Acció-aventura - Editor: Rockstar Games - Data de publicació: 2005         |                                                     |                | PlayStation Portable PlayStation 2        | iOS Android    |
| Grand Theft Auto: Vice City Stories      | - Gènere: Acció-aventura - Editor: Rockstar Games - Data de publicació: 2006         |                                                     |                | PlayStation Portable PlayStation 2        |                |
| Grand Theft Auto IV                      | - Gènere: Acció-aventura - Editor: Rockstar Games - Data de publicació: 2008         | Xbox 360 Microsoft Windows                          |                | PlayStation 3                             |                |
| Grand Theft Auto IV: The Lost and Damned | - Gènere: Acció-aventura - Editor: Rockstar Games - Data de publicació: 2009         | Xbox 360 Microsoft Windows                          |                | PlayStation 3                             |                |
| Grand Theft Auto: Chinatown Wars         | - Gènere: Acció-aventura - Editor: Rockstar Games - Data de publicació: 2009         |                                                     | Nintendo DS    | PlayStation Portable                      | iOS Android    |
| Grand Theft Auto: The Ballad of Gay Tony | - Gènere: Acció-aventura - Editor: Rockstar Games - Data de publicació: 2009         | Xbox 360 Microsoft Windows                          |                | PlayStation 3                             |                |
| Grand Theft Auto V                       | - Gènere: Acció-aventura - Editor: Rockstar Games - Data de publicació: 2013         | Xbox 360 Xbox One Microsoft Windows Xbox Series X/S |                | PlayStation 3 PlayStation 4 PlayStation 5 |                |
| Grand Theft Auto Online                  | - Gènere: Acció-aventura - Editor: Rockstar Games - Data de publicació: 2013         | Xbox 360 Xbox One Microsoft Windows Xbox Series X/S |                | PlayStation 3 PlayStation 4 PlayStation 5 |                |

#### Suport al desenvolupament
|  | La cel·la en blanc indica que els fabricants especificats no han llançat el joc a cap plataforma             |
|  | La cel·la amb consoles de jocs indica que el joc s'ha llançat a les plataformes pels fabricants especificats |

| Títol                 | Detalls del llançament                                                                   | Plataforma(es)                      | Plataforma(es)  | Plataforma(es)              | Plataforma(es) |
| Títol                 | Detalls del llançament                                                                   | Microsoft                           | Nintendo        | Sony                        | Altres         |
| --------------------- | ---------------------------------------------------------------------------------------- | ----------------------------------- | --------------- | --------------------------- | -------------- |
| Red Dead Redemption   | - Gènere: Acció-aventura - Editor: Rockstar Games - Data de publicació: 2010             | Xbox 360                            |                 | PlayStation 3               |                |
| Undead Nightmare      | - Gènere: Acció-aventura - Editor: Rockstar Games - Data de publicació: 2010             | Xbox 360                            |                 | PlayStation 3               |                |
| L.A. Noire            | - Gènere: Acció-aventura - Editor: Rockstar Games - Data de publicació: 2011             | Xbox 360 Xbox One Microsoft Windows | Nintendo Switch | PlayStation 3 PlayStation 4 |                |
| Max Payne 3           | - Gènere: Shooter en tercera persona - Editor: Rockstar Games - Data de publicació: 2012 | Xbox 360 Microsoft Windows          |                 | PlayStation 3               |                |
| Red Dead Redemption 2 | - Gènere: Acció-aventura - Editor: Rockstar Games - Data de publicació: 2018             | Xbox One Microsoft Windows          |                 | PlayStation 4               | Stadia         |
| Red Dead Online       | - Gènere: Acció-aventura - Editor: Rockstar Games - Data de publicació: 2019             | Xbox One Microsoft Windows          |                 | PlayStation 4               | Stadia         |

#### Inèdit
- Agent (anunciat en 2009)[47]